# Scapulaseius cantonensis
Scapulaseius cantonensis är en spindeldjursart som först beskrevs av Schicha 1982.  Scapulaseius cantonensis ingår i släktet Scapulaseius och familjen Phytoseiidae. Inga underarter finns listade i Catalogue of Life.